# 全日本実業団対抗駅伝競走大会の人物一覧
全日本実業団対抗駅伝競走大会の人物一覧（ぜんにほんじつぎょうだんたいこうえきでんきょうそうたいかいのじんぶついちらん）は、全日本実業団対抗駅伝競走大会に関連する主な人物（指導者・選手・関連人物など）の一覧表である。

## 選手・指導者

### 愛三工業
- 阿宗高広
- 井幡政等
- 櫛部静二
- 児玉泰介
- 山口浩勢

### 愛知製鋼
- 秋山清仁
- 大野龍二
- 児玉泰介
- 松宮隆行
- 坂本佳太

### 旭化成
- 相澤晃
- 市田孝
- 市田宏
- 岩井勇輝
- 大崎栄
- 大西智也
- 大野龍二
- 小島忠幸
- 小島宗幸
- 小野知大
- 葛西潤
- 亀鷹律良
- 川嶋伸次
- 久保田満
- 児玉泰介
- 佐々木悟
- 佐藤市雄
- 佐藤智之
- 佐藤信之
- 佐保希
- 清水将也
- 宗茂
- 宗猛
- 大六野秀畝
- 高尾憲司
- 谷口浩美
- 出口和也
- 永田宏一郎
- 西政幸
- 深津卓也
- 堀端宏行
- 丸山文裕
- 村山謙太
- 村山紘太
- 茂木圭次郎
- 森下広一
- 森下由輝
- 八木勇樹
- 弓削裕
- 米重修一
- 鎧坂哲哉
- 渡辺共則

### 井筒屋
- 西弘美

### SGホールディングス
- 大西毅彦
- 大家正喜
- 金子宣隆
- 近藤幸太郎
- 阪口竜平
- 佐藤悠基
- 關颯人
- 鈴木塁人
- 橋詰大慧
- 松田和宏
- 道浦誠
- 山本亮

### エスビー食品
- 遠藤司
- 金井豊
- 櫛部静二
- 国近友昭
- 小林正幹
- 坂口泰
- 新宅雅也
- 瀬古利彦
- 武井隆次
- 中村孝生
- 花田勝彦
- 平塚潤
- ダグラス・ワキウリ
- 渡辺康幸

### NEC
- 太田崇

### NTN
- 大西毅彦
- 亀鷹律良
- 北岡幸浩
- 小早川健
- 小林史和
- 櫻岡駿
- 奈良修

### NTT西日本
- 大崎悟史
- 清水康次
- 馬場翔大

### NTT西日本広島
- 国近友昭
- 清水康次

### MDI
- 実井謙二郎
- アロイス・ニジガマ

### 大阪ガス
- 小坂田淳
- 中村友哉
- 廣瀬大貴

### 大阪府警
- 大坪隆誠

### 大塚製薬
- 犬伏孝行
- 上村和生
- 髙橋裕太
- 松浦貴之
- 松岡佑起

### 重川材木店
- ジョセフ・オツオリ

### 花王
- 池田耀平
- 伊藤国光
- 井幡政等
- 入船敏
- 大西一輝
- 木原真佐人
- 高岡寿成
- 高尾信昭
- 早田俊幸
- 森宗寛司
- 矢野圭吾

### 九電工
- 赤﨑暁
- 大塚祥平
- 窪田忍
- 高井和治
- 前田和浩

### 黒崎播磨
- 園田隼
- 細谷恭平

### くろしお通信
- 大島健太
- 大森輝和

### 神戸製鋼
- 喜多秀喜
- 武冨豊

### コニカミノルタ
- 池永和樹
- 伊藤正樹
- 磯松大輔
- 宇賀地強
- 太田崇
- 神野大地
- 川端千都
- 菊地賢人
- サガヨ・ガソ
- 酒井勝充
- 酒井俊幸
- 設楽啓太
- 坪田智夫
- 名取燎太
- 西池和人
- 野口拓也
- 前田和之
- 松宮隆行
- 松宮祐行
- 山田紘之
- 山本浩之

### コモディイイダ
- 五郎谷俊
- 中谷圭佑

### 小森コーポレーション
- 大八木弘明
- 秋葉啓太
- ジョセファト・ダビリ
- 永田宏一郎
- ジェームス・ワイナイナ
- 坂本佳太

### 山陽特殊製鋼
- 渡辺和也

### サンベルクス
- 北村聡
- 渡邉奏太

### 自衛隊体育学校
- 円谷幸吉

### GMOインターネットグループ
- 一色恭志
- 大迫傑
- 岸本大紀
- 近藤秀一
- 嶋津雄大
- 下田裕太
- 橋本崚
- 花田勝彦
- 林奎介
- 村山紘太
- 森田歩希
- 吉田祐也

### 四国電力
- 大森輝和

### 資生堂
- 弘山勉

### JR東日本
- 片西景
- 五ヶ谷宏司
- 高田千春
- 寺田夏生
- 堂本尚寛
- 藤原新
- 三田裕介

### JFEスチール
- 伊藤国光
- ジョセフ・ギタウ
- 吉崎修

### JALグランドサービス
- 安西秀幸
- 難波祐樹
- ダニエル・ムワンギ

### 新日鐵
- 君原健二
- 高橋進

### 新日鐵化学
- 中村祐二

### スズキ
- 生井怜
- 西弘美
- マーティン・マサシ

### SUBARU
- 阿久津圭司
- 奥谷亘
- 梶谷瑠哉
- 口町亮
- 小林光二
- 小林正幹
- 小林雅幸
- 高橋憲昭
- 日向栄次
- 三浦龍司

### 住友電工
- 阿部弘輝
- 岩見秀哉
- 遠藤日向
- 高田康暉
- 竹澤健介
- 田村和希
- 中村祐紀
- 𠮷田圭太
- 渡辺康幸

### 積水化学
- 石本文人
- 奥谷亘
- 砂田貴裕

### セキノ興産
- 松宮祐行

### ダイエー
- 加藤覚
- 小指徹
- 日向栄次
- 本川一美
- ステファン・マヤカ
- 両角速
- 若倉和也

### 大昭和製紙
- 大久保初男
- 西弘美

### 中国電力
- 秋山雄飛
- 油谷繁
- 石川卓哉
- 梅木蔵雄
- 尾方剛
- 岡本直己
- 坂口泰
- 佐藤敦之
- 伊達秀晃
- 出岐雄大
- 原晋
- 藤川拓也

### 中電工
- 二岡康平

### DeNA
- 上野裕一郎
- ビダン・カロキ
- 国近友昭
- 後藤田健介
- 瀬古利彦
- 高橋憲昭
- 高橋優太

### トーエネック
- 河村一輝
- 服部弾馬

### トヨタ自動車
- 岩水嘉孝
- 大石港与
- 太田智樹
- 尾田賢典
- ジョセフ・オツオリ
- ビダン・カロキ
- 窪田忍
- 熊本剛
- 佐藤敏信
- 鈴木芽吹
- 高橋謙介
- 高林祐介
- 田中秀幸
- 西山和弥
- 西山雄介
- 服部勇馬
- 早川翼
- 藤本拓
- 宮脇千博
- 山本修平
- 吉居大和
- 吉村尚悟

### トヨタ自動車九州
- 今井正人
- 大津顕杜
- 小西祐也
- 森下広一
- 三津谷祐
- 渡邉竜二
- サムエル・ワンジル

### トヨタ紡織
- 榎木和貴
- 小野田勇次
- 糟谷悟
- 亀鷹律良
- ジョン・カリウキ
- 佐藤秀和
- ミカ・ジェル
- 鷲見知彦
- 中尾勇生

### 西鉄
- 太田黒卓
- 設楽啓太
- 設楽悠太

### 日産自動車
- 青木潤
- 岩佐吉章
- 上岡宏次
- 笠間三四郎
- 加藤覚
- 加藤宏純
- 工藤一良
- 下重庄三
- 成田道彦
- 森田修一
- 両角速
- 若倉和也

### 日清食品グループ
- 安西秀幸
- 大迫傑
- 大島健太
- 小野裕幸
- ジュリアス・ギタヒ
- 北村聡
- ガトゥニ・ゲディオン
- 佐々木寛文
- 佐藤悠基
- 座間紅祢
- 実井謙二郎
- 諏訪利成
- 高瀬無量
- 高見澤勝
- 徳本一善
- 戸田雅稀
- 中村祐二
- 奈良修
- アロイス・ニジガマ
- 藤井周一
- 保科光作
- 松村拓希
- 村澤明伸
- 森田修一
- 矢野圭吾
- バルソトン・レオナルド
- 若松儀裕

### 日立電線
- 岡田晃
- ステファン・マヤカ

### ひらまつ病院
- 大西毅彦
- 梶原有高
- 坂本佳太
- 栃木渡

### 富士通
- 阿久津尚二
- 岩水嘉孝
- 浦野雄平
- 金子宣隆
- チャールズ・カマシ
- 柏原竜二
- 堺晃一
- 塩尻和也
- 鈴木健吾
- 高橋健一
- 田中佳祐
- ギタウ・ダニエル
- 潰滝大記
- 中村匠吾
- 野口英盛
- 坂東悠汰
- 平賀翔太
- 福井誠
- 藤田敦史
- 星創太
- 松枝博輝
- 三代直樹
- 村上康則
- 油布郁人
- 横手健

### 芙蓉
- 亀鷹律良

### プレス工業
- 梶原有高

### Honda
- 青木涼真
- 石川末廣
- 伊藤達彦
- 上野渉
- 浦田春生
- サムエル・カビル
- 川瀬翔矢
- 小山直城
- 佐野広明
- イブラヒム・ジェイラン
- 設楽悠太
- 田口雅也
- 服部翔大
- 早田俊幸
- イェゴン・ヴィンセント
- 藤原正和
- 松村優樹
- 山中秀仁

### マツダ
- 太田行紀
- 圓井彰彦
- 延藤潤
- 山本憲二

### 三菱重工
- 井上大仁
- エノック・オムワンバ
- 木滑良
- 定方俊樹
- 松村康平

### ヤクルト
- 池田宗司
- 伊地知賢造
- 大八木弘明
- 小椋裕介
- 奥山光広
- ダニエル・ジェンガ
- 高久龍
- 高宮祐樹
- 只隈伸也
- 辻隼
- 西弘美
- 八木沢元樹

### 安川電機
- 北島寿典
- 古賀淳紫
- 高橋尚弥
- 飛松誠
- 中本健太郎
- 野村峻哉

### 八千代工業
- 大西洋彰
- 原田拓

### 雪印
- 渋谷俊浩

### ロジスティード
- 市川孝徳
- 上田健太
- 日下佳祐
- 設楽啓太
- 栃木渡
- 服部翔大
- 松宮祐行

## その他

### テレビ中継の歴代出演者
特筆しない限りTBSアナウンサー（退社者含む）。太字は最新回の出演者。2008年以前は調査中。一部ラジオ中継やインターネット配信のみのものを含む。
総合実況
- 石井智（1988年 - 1993年）
- 松下賢次（1994年 - 2003年）
- 土井敏之（2004年 - 2020年、2007年を除いてゴール実況も兼務。2010年も第1移動車の担当の傍ら全体の進行も兼務）
- 新タ悦男（2021年 - ）

解説
- 大迫傑（プロランナー／2021年 - 2022年、ゲスト解説として）
- 尾方剛（広島経済大学陸上競技部監督／2013年 - ）
- 神野大地（プロランナー／2023年 - 、ゲスト解説として）
- 金哲彦（ニッポンランナーズ理事長／2009年 - ）
- 新宅永灯至（三井海上女子陸上競技部監督／1993年・1998年）
- 瀬古利彦（当時エスビー食品スポーツ推進局長／2009年 - 2013年）
- 宗茂（旭化成陸上部顧問ほか／2014年 - 2020年）
- 高尾憲司（元旭化成／2009年）
- 高橋進（日本陸上競技連盟終身コーチ／1993年）
- 谷口浩美（トスプランニング所属／2011年・2012年）
- 増田明美（スポーツライター／2009年・2011年 - 2020年、ゲスト解説として）

移動中継車
- 伊藤圭介（当時静岡放送アナウンサー／1993年・1998年）
- 小笠原亘（2013年 - 2017年・2021年）
- 小沢光葵（2024年 - ）
- 喜入友浩（2021年 - ）
- 熊崎風斗（2018年 - ）
- 佐藤文康（2009年 - ）
- 椎野茂（2011年・2012年）
- 武方直己（1993年）
- 土井敏之（2010年、全体の進行も兼務）
- 中村秀昭（2009年）
- 南波雅俊（2022年 - 2023年）
- 新タ悦男（2010年 - 2020年）
- 松下賢次（1988年 - 1994年）

中継所実況
- 石井大裕（2013年 - 2020年）
- 伊藤隆佑（2018年・2022年）
- 小笠原亘（2012年・2018年 - 2020年・2022年 - 2023年）
- 小沢光葵（2023年）
- 角上清司（当時CBCアナウンサー／2014年 - 2016年）
- 喜入友浩（2019年 - 2020年）
- 熊崎風斗（2016年 - 2017年）
- 小林廣輝（2021年）
- 斎藤和之（当時群馬テレビアナウンサー／1993年）
- 齋藤慎太郎（2022年 - ）
- 椎野茂（2010年）
- 清水大輔（2008年 - 2016年）
- 城光寺剛（当時南日本放送アナウンサー／1993年）
- 杉山真也（2011年・2017年）
- 戸崎貴広（2008年 - 2013年）
- 中野公児（当時大分放送アナウンサー／1993年）
- 南波雅俊（2021年・2024年 - ）
- 西村俊仁（CBCアナウンサー／2017年 - 2020年）
- 新タ悦男（2008年）
- 林正浩（2008年 - 2016年）
- 藤森祥平（2021年）
- 古田敬郷（2024年 - ）
- 横田久（当時北海道放送アナウンサー／1993年）
- 和田弘志（当時CBCアナウンサー／1993年）

リポーター・インタビュアー
- 青木裕子（2011年）
- 安藤あや菜（元青森テレビアナウンサー、当時セント・フォース所属／2010年 - 2014年）
- 伊東楓（2017年）
- 伊藤隆佑（2011年・2016年、うち2011年は優勝インタビュアー）
- 宇内梨沙（2017年 - 2019年）
- 浦野芽良（2025年）
- 岡村仁美（2010年）
- 加藤シルビア（2009年）
- 上村彩子（2016年 - 2022年）
- 熊崎風斗（2015年）
- 小林由未子（2015年 - 2019年）
- 近藤夏子（2021年・2023年 - ）
- 佐々木舞音（2022年 - ）
- 佐藤渚（2013年 - 2015年）
- 篠原梨菜（2020年・2023年 - ）
- 高畑百合子（2009年 - 2014年）
- 出水麻衣（2009年・2011年・2013年・2015年）
- 南後杏子（2024年）
- 根岸麻衣子（当時群馬テレビアナウンサー／2009年・2010年）
- 野村彩也子（2021年）
- 初田啓介（2012年 - 2020年、優勝インタビュー、各定点ポイントの実況、レース開始前の選手呼び込みなど）
- 林みなほ（2014年）
- 日比麻音子（2018年 - 2022年）
- 古谷有美（2012年 - 2016年）
- 増田明美（スポーツライター／2010年・2021年 - ）
- 枡田絵理奈（2011年・2012年）
- 山形純菜（2019年）
- 吉村恵里子（2023年）
- 若林有子（2020年・2022年）
- 渡辺篤（当時RKB毎日放送アナウンサー／1993年）

その他
- 佐藤楓（乃木坂46／ラジオ中継ナビゲーター）
- 寺田明日香（女子100mハードル元日本記録保持者／2025年）
- 黛まどか（俳人／2007年まで放送された俳句コーナー）
- 森田正光（気象予報士／天気予報）